# Bebedouro da Estrada Velha da Tijuca
O Bebedouro da Estrada Velha da Tijuca é uma fonte de água, construída no ano de 1858, para dar água aos animais de carga e montaria que passavam pela estrada que levava em direção às fazendas de café da região. O bebedouro está localizado no Alto da Boa Vista, bairro da cidade do Rio de Janeiro. É um patrimônio cultural tombado pelo Instituto do Patrimônio Histórico e Artístico Nacional (IPHAN), na data de 11 de maio de 1938, sob o processo de nº 101-T-1938.

## Construção
Foi construído um tanque retangular em cantaria, este tanque foi dividido internamente em três. E o muro acima dos tanques foi construído em alvenaria de pedra e cal. Na parte superior do muro, há uma placa em mármore com as inscrições 1858 - O.P. (obras públicas). A água vertia de uma bica de bronze, que caia no tanque central, que passava para os tanques laterais. Atualmente o bebedouro está desativado.